# Sonata per clavicembalo K. 517
La Sonata in re minore K.517 è una sonata barocca di circa tre minuti composta da Domenico Scarlatti.
Rispetto ad altre sonate di Scarlatti, la sonata K.517 costituisce un'eccezione, in quanto il secondo tema è suonato nella tonalità della dominante, cioè la minore.
Un'altra eccezione è costituita dal fatto che il copista di Parma del manoscritto di Scarlatti aggiunse l'annotazione che le due sonate 516 e 517 erano state copiate nell'ordine inverso rispetto a quello voluto originariamente dal compositore. Mentre i compositori spagnoli dell'epoca erano soli accoppiare due o massimo tre sonate, ciò non era in uso a Scarlatti.
Il basso albertino, che di solito non era molto utilizzato da Scarlatti pur essendo piuttosto popolare fra i musicisti dell'epoca, in questa composizione viene adoperato in maniera fantasiosa e quale complemento melodico e armonico. I virtuosismi incessanti della musica, che sembrano anticipare le successive sonorità del pianoforte, caratterizzano l'opera dall'inizio alla fine ininterrottamente.
Il brano, marcato con un prestissimo, inizia subito con una scala discendente interrotta da brevi note alte. Dopo averla ripetuta, si giunge in fretta a quattro o cinque accordi che enfatizzano ogni giro. Arrivati a metà della sonata, Scarlatti sviluppa il tema: il giro di apertura corre contrapuntale e gli accordi enfatici appaiono con qualche esitazione. Tuttavia, la densa e quasi maniaca atmosfera musicale continua e le note avanzano in maniera determinata fino alla fine.
La composizione viene definita da Sergio Vartolo come "irruenta", che "porta in sé una cupa disperazione che si appoggia sulla nota ostinata del basso. Altri interpreti la associano ad una "onda di un fiume in piena" o a un "torrente di fuoco, con un flusso di note senza sosta, i cui salti di ottava con la mano sinistra vanno ad aggiungere un'agitazione impaziente".